# Fernando Milliet
Fernando Milliet de Oliveira (São Paulo, 13 de março de 1942) é um empresário e administrador de empresas brasileiro. Foi presidente do Banco Central do Brasil, de 1987 a 1988.